# Tacopaya

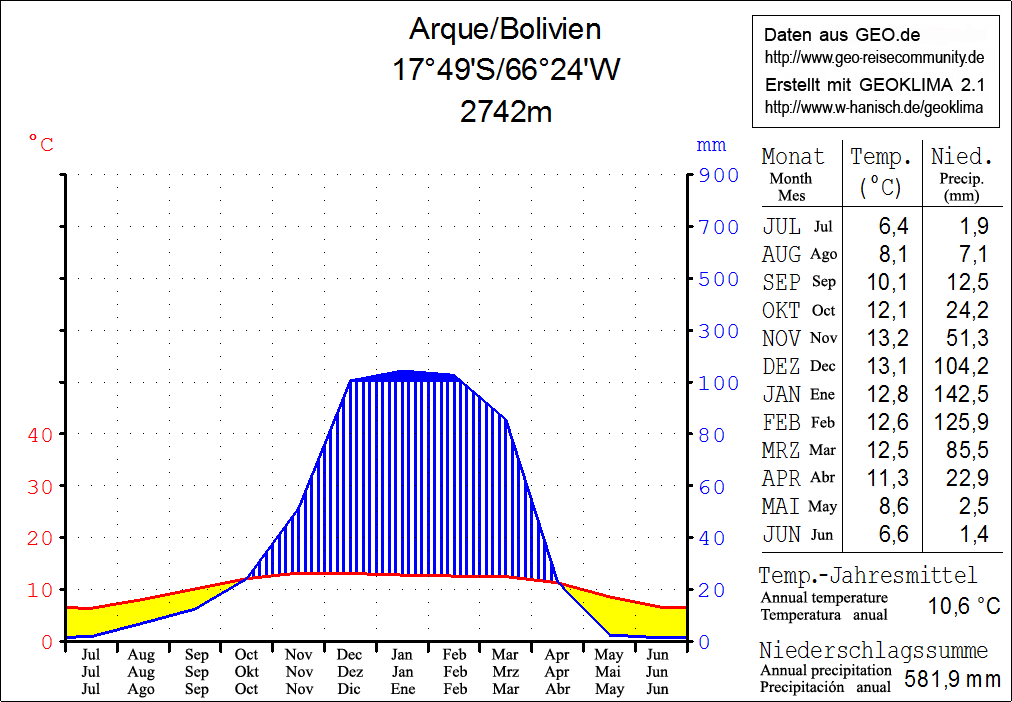
diagramme températures/précipitations annuel

Tacopaya est un petit village constituant la localité principale de la municipalité de Tacopaya située dans la Province d'Arque et dans le département de Cochabamba en Bolivie. Sa population était de 137 habitants en 2001.

## Population
La population était de 137 habitants en 2001. Aucune estimation postérieure n'a été établie.